# Palaeorhiza agrias
Palaeorhiza agrias är en biart som beskrevs av Hirashima 1989. Palaeorhiza agrias ingår i släktet Palaeorhiza och familjen korttungebin. Inga underarter finns listade i Catalogue of Life.